# موري د. ماكنيس
 ماوري د. ماكنيس (مواليد 11 يناير 1966) مؤلفة أمريكية ومؤرخة ثقافية. وهي تشغل حاليًا منصب الرئيس السادس لجامعة ستوني بروك.

## التعليم
التحقت ماكنيس بجامعة فيرجينيا حيث كانت باحثة جيفرسون. ثم حصلت على بكالوريوس في تاريخ الفن بدرجة امتياز عالية، ودكتوراه. في تاريخ الفن من جامعة ييل.

## مسار وظيفي
قبل ما تعمل بجامعة تكساس في أوستن، عملت ماكنيس كنائب وكيل للشؤون الأكاديمية في جامعة فيرجينيا. على مدى ما يقرب من 20 عامًا من الخبرة في جامعة فيرحينيا، عقدت ماكينيس العديد من القيادات الأكاديمية والتعيينات الإدارية، بما في ذلك نائب وكيل الجامعة للشؤون الأكاديمية، والعميد المساعد لبرامج التعليم الجامعي في كلية الآداب والعلوم، ومدير الدراسات الأمريكية، وأستاذة في تاريخ الفن. انضمت إلى جامعة فيرجينيا في عام 1998، وحصلت على منصب في عام 2005 وأصبحت أستاذًا كاملاً في عام 2011.
هي باحثة مشهورة في التاريخ الثقافي للفن الأمريكي في الجنوب الاستعماري وما قبل الحرب الجنوبية. ركز عملها على العلاقة بين الفن والسياسة في أمريكا المبكرة، وخاصة على سياسات العبودية. حصلت منشوراتها الواسعة على العديد من الجوائز. حصل كتابها الأول «سياسة التذوق في Antebellum Charleston» على جائزة سبيرو كوستوف من جمعية المؤرخين المعماريين  (من بين آخرين).
نُشر كتابها قبل الأخير بعنوان «العبيد في انتظار البيع: الفن المُلغى وتجارة الرقيق الأمريكية» في عام 2011 وحصل على جائزة تشارلز سي إلدريدج من متحف سميثسونيان للفنون الأمريكية  بالإضافة إلى جائزة مكتبة فيرجينيا الأدبية عن غير الخيالية. نشرت مؤخرًا، «التعليم في الطغيان: العبودية في جامعة توماس جيفرسون». وقد عملت أيضًا كمنسقة،  ومستشارة، ومتاحف فنية متعددة ومواقع تاريخية.
في 26 مارس 2020، تم الإعلان عن الدكتور ماكنيس الرئيس السادس لجامعة ستوني بروك. بدأت العمل في هذا الدور في 1 يوليو 2020.

## الجوائز والتكريمات
- الوقف الوطني للعلوم الإنسانية [9]
- مؤسسة فرجينيا للعلوم الإنسانية [10]
- جائزة Charles C. Eldredge ، المقدمة للعبيد في انتظار البيع: الفن الملغي وتجارة الرقيق الأمريكية، للحصول على منحة دراسية متميزة في مجال الفن الأمريكي، 2012. [6]
- جائزة Library of Virginia Literary Award للأدب غير الخيالي، 2012 عن العبيد في انتظار البيع: الفن الملغي وتجارة الرقيق الأمريكية.[11]
- جائزة Spiro Kostof Book ، جمعية المؤرخين المعماريين، المقدمة إلى سياسة التذوق في Antebellum Charleston عن الكتاب الذي قدم أكبر مساهمة في فهمنا للحضارة وعلاقتها بالهندسة المعمارية، 2007. [5]
- جائزة فريد ب.كنيفن للكتاب، جمعية بايونير أمريكا، قدمت إلى سياسة التذوق في Antebellum Charleston لأفضل كتاب في مجال الثقافة المادية في أمريكا الشمالية، 2007.[12]
- جائزة جورج سي روجرز جونيور للكتاب، جمعية ساوث كارولينا التاريخية، قدمت إلى سياسة التذوق في Antebellum Charleston لأفضل كتاب عن ساوث كارولينا، 2006.
- توماس جيفرسون زميل زائر، كلية داونينج، جامعة كامبريدج [13]

## منشورات مختارة
- تلقى تعليمه في الطغيان - العبودية في جامعة توماس جيفرسون. مطبعة جامعة فرجينيا، 2019. (محرر مشارك) [14]
- العبيد في انتظار البيع: الفن الملغي وتجارة الرقيق الأمريكية. مطبعة جامعة شيكاغو، 2011. (صدرت في القماش والورق المقوى) [15]
- تشكيل سياسة الجسد: الفن والتشكيل السياسي في الأمة المبكرة ، مجلد مشترك مع لويس ب.نيلسون. يتضمن مقال McInnis ، «إعادة النظر في سينسيناتوس: Houdon's George Washington.» شارلوتسفيل: مطبعة جامعة فيرجينيا، 2011.[16]
- سياسة الذوق في Antebellum تشارلستون . تشابل هيل: مطبعة جامعة نورث كارولينا، 2005. (صدر في غلاف عادي في 2016) [17]
- جيفرسون المثالي: مختارات من الدكتور والسيدة مجموعة هنري سي لاندون للفنون الجميلة والزخرفية. شارلوتسفيل، فرجينيا: متحف جامعة فيرجينيا للفنون، 2005. (عمل كمساهم ومحرر مشارك).[18]
- في البحث عن التحسين: Charlestonians Abroad 1740-1860. كولومبيا: مطبعة جامعة جنوب كارولينا، 1999. (المؤلف الرئيسي والمحرر). (صدر بقماش ورقية) [19]